# 班卡縣
班卡縣是印度的一個縣，位於該國東北部，由比哈爾邦負責管轄，面積3,019平方公里，每年平均降雨量1,200毫米，2011年人口2,029,339，人口密度每平方公里672人。

## 外部連結
- Banka information portal